# あすなろ賞
あすなろ賞（あすなろしょう）は、岩手県競馬組合が施行する地方競馬の重賞競走である。正式名称は「AAB秋田朝日放送杯 あすなろ賞」、秋田朝日放送が優勝杯を提供している。
競走名は翌檜に由来。

## 概要
2004年から重賞「みちのく大賞典」の前哨戦として位置付けられており、上位3着までに同競走への優先出走権が与えられる（2025年）。
2000年に特別「ATV青森テレビ杯 あすなろ賞」として創設。
2013年に重賞競走へ格上げされ、2016年に岩手競馬で重賞格付け制度が始まり、M3に格付けされた。
2018年より2020年は準重賞で行われたが、2021年にM3に再昇格した。

### 競走条件・賞金等（2025年）
出走条件
サラブレッド系3歳以上オープン、岩手所属。
負担重量
別定。3歳55kg、4歳以上57kg、牝馬2kg減を基本に本年度のシアンモア記念優勝馬は1kg負担増となる。
賞金額
1着350万円、2着122万5000円、3着70万円、4着45万5000円、5着24万5000円で、着外手当は3万5000円。
優先出走権付与
3着以上の馬にみちのく大賞典の優先出走権が付与される。
副賞
AAB秋田朝日放送社賞、開催執務委員長賞

## 歴史
- 2000年 - 盛岡競馬場のダート1800mにて、サラブレッド系4歳（現表記3歳）以上の岩手所属馬限定のオープン特別競走「ATV青森テレビ杯 あすなろ賞」として創設。
- 2001年
  - 施行場を水沢競馬場のダート1900mに変更。
  - 馬齢表示の国際基準への変更にともない、出走条件を「4歳以上」から「3歳以上」に変更。
- 2004年 - 上位2着までにみちのく大賞典への優先出走権が付与されるようになる。
- 2006年 - 青森テレビが優勝杯の提供から撤退し、名称を「あすなろ賞」に変更。
- 2007年
  - 施行場を水沢競馬場のダート1900mに再度変更。
  - 水沢商工会議所青年部から優勝杯の提供を受け、「水沢商工会議所青年部杯 あすなろ賞」という名称で施行[5]（当年のみ）。
- 2008年 - ヤマニンエグザルトが水沢競馬場のダート1900mのコースレコードタイム（1:59.9）で優勝[6]。
- 2012年 - 秋田朝日放送から優勝杯の提供を受け、名称を「AAB秋田朝日放送杯 あすなろ賞」に変更。
- 2013年 - 重賞に格上げ。
- 2016年 - 岩手競馬で重賞格付け制度が開始され、M3に格付けされる。
- 2018年 - 準重賞に降格。
- 2021年
  - M3に再昇格。
  - 施行場距離を水沢競馬場ダート1900mに変更。
- 2023年 - 施行場距離を盛岡競馬場ダート1800mに変更[7]。

### 歴代優勝馬
優勝馬の馬齢は、2000年も現表記。
すべてダートコースで施行。
第14回 - 第18回、第22回 - は重賞として施行。
| 回数   | 施行日        | 競馬場 | 距離  | 優勝馬             | 性齢 | 所属 | タイム | 優勝騎手 | 管理調教師 | 馬主                                 |
| ------ | ------------- | ------ | ----- | ------------------ | ---- | ---- | ------ | -------- | ---------- | ------------------------------------ |
| 第1回  | 2000年5月21日 | 盛岡   | 1800m | メイセイオペラ     | 牡6  | 水沢 | 1:55.8 | 菅原勲   | 佐々木修一 | （有）明正商事                       |
| 第2回  | 2001年6月24日 | 水沢   | 1900m | グローバルゴット   | 牡7  | 盛岡 | 2:04.4 | 小林俊彦 | 櫻田浩三   | 山石祐一                             |
| 第3回  | 2002年5月26日 | 盛岡   | 1800m | バンケーティング   | 牡4  | 盛岡 | 1:55.2 | 菅原勲   | 平澤芳三   | 佐々木誠吾                           |
| 第4回  | 2003年5月25日 | 盛岡   | 1800m | カシマハヤト       | 牡6  | 水沢 | 1:57.2 | 菅原勲   | 佐藤浩一   | 只野啓喜                             |
| 第5回  | 2004年5月16日 | 盛岡   | 1800m | シルクディヴァイン | 牡7  | 盛岡 | 1:54.8 | 村上忍   | 小西重征   | 半沢（有）                           |
| 第6回  | 2005年5月22日 | 盛岡   | 1800m | エアウィード       | 牡5  | 水沢 | 1:54.9 | 村上忍   | 鈴木七郎   | 千葉浩                               |
| 第7回  | 2006年5月21日 | 盛岡   | 1800m | ベルモントシーザー | 牡8  | 水沢 | 1:54.0 | 阿部英俊 | 佐々木修一 | 遠藤忠志                             |
| 第8回  | 2007年5月20日 | 水沢   | 1900m | サイレントエクセル | 牝4  | 水沢 | 2:01.1 | 板垣吉則 | 千葉博     | 道地房男                             |
| 第9回  | 2008年5月26日 | 水沢   | 1900m | ヤマニンエグザルト | 牡8  | 水沢 | 1:59.9 | 板垣吉則 | 伊藤和     | 土井睦秋                             |
| 第10回 | 2009年5月24日 | 盛岡   | 1800m | アンダーボナンザ   | 牡5  | 水沢 | 1:55.1 | 菅原勲   | 村上昌幸   | 日山政藏                             |
| 第11回 | 2010年5月23日 | 盛岡   | 1800m | ダンストンリアル   | 牡6  | 水沢 | 1:55.9 | 村上忍   | 村上実     | 伊藤孝治                             |
| 第12回 | 2011年5月22日 | 盛岡   | 1800m | マイネルプロートス | 牡5  | 盛岡 | 1:54.6 | 菅原勲   | 田村光則   | 玉田博志                             |
| 第13回 | 2012年5月27日 | 盛岡   | 1800m | オウシュウサンクス | 牡5  | 盛岡 | 1:55.5 | 齋藤雄一 | 櫻田浩三   | 大塚恭太郎                           |
| 第14回 | 2013年5月26日 | 盛岡   | 1800m | ザドライブ         | 牡7  | 水沢 | 1:56.4 | 坂口裕一 | 村上昌幸   | 岩渕道良                             |
| 第15回 | 2014年5月25日 | 盛岡   | 1800m | コウギョウデジタル | 牝4  | 水沢 | 1:54.5 | 山本聡哉 | 菅原右吉   | 菊地捷士                             |
| 第16回 | 2015年5月23日 | 盛岡   | 1800m | コミュニティ       | 牡5  | 水沢 | 1:51.4 | 山本聡哉 | 櫻田浩三   | 西村專次                             |
| 第17回 | 2016年5月22日 | 盛岡   | 1800m | コミュニティ       | 牡6  | 盛岡 | 1:55.8 | 山本政聡 | 櫻田康二   | 西村專次                             |
| 第18回 | 2017年5月20日 | 盛岡   | 1800m | エンパイアペガサス | 牡4  | 水沢 | 1:55.3 | 村上忍   | 佐藤祐司   | 佐藤信廣                             |
| 第19回 | 2018年5月20日 | 盛岡   | 1800m | グランウブロ       | 牡4  | 盛岡 | 1:52.8 | 高松亮   | 櫻田康二   | k's International（同）              |
| 第20回 | 2019年5月19日 | 盛岡   | 1800m | ハドソンホーネット | 牡5  | 盛岡 | 1:53.2 | 山本政聡 | 齋藤雄一   | 大久保和夫                           |
| 第21回 | 2020年6月9日  | 盛岡   | 1800m | パンプキンズ       | 牡4  | 水沢 | 1:52.8 | 岩本怜   | 伊藤和忍   | 山中元夫                             |
| 第22回 | 2021年5月23日 | 水沢   | 1900m | チャイヤプーン     | 牡4  | 水沢 | 2:01.4 | 村上忍   | 菅原勲     | 大久保和夫                           |
| 第23回 | 2022年5月22日 | 水沢   | 1900m | マイネルアストリア | 牡5  | 水沢 | 2:03.5 | 山本聡哉 | 板垣吉則   | （株）サラブレッドクラブ・ラフィアン |
| 第24回 | 2023年5月21日 | 盛岡   | 1800m | グローリーグローリ | 牡8  | 水沢 | 1:53.2 | 山本聡哉 | 菅原勲     | 遠山淳                               |
| 第25回 | 2024年5月26日 | 盛岡   | 1800m | スズカゴウケツ     | 牡7  | 水沢 | 1:55.0 | 菅原辰徳 | 千葉幸喜   | 楊明翰                               |
| 第26回 | 2025年6月1日  | 盛岡   | 1800m | ヘリオス           | セ9  | 水沢 | 1:52.7 | 岩本怜   | 千葉幸喜   | 佐野幸一郎                           |

#### 各回競走結果の出典
- あすなろ賞 歴代優勝馬 - 地方競馬全国協会
- JBISサーチ
  - 2000年、2001年、2002年、2003年、2004年、2005年、2006年、2007年、2008年、2009年、2010年、2011年、2012年、2013年、2014年、2015年、2016年、2017年、2018年、2019年、2020年、2021年、2022年、2023年、2024年、2025年